# Andreas Fuchs (squash)
Pour les articles homonymes, voir Fuchs.
Andreas Fuchs, né le 9 mai 1978 à Vienne, est un joueur de squash représentant l'Autriche. Il atteint en novembre 2005 la 119e place mondiale sur le circuit international, son meilleur classement.
Il est champion d'Autriche à deux reprises en 2004 et 2005.

## Biographie
En 2004, il perd en finale des Championnats d'Autriche face à Clemens Wallishauser en finale, mais obtient ensuite le titre après que Clemens Wallishauser a été suspendu à vie par la fédération autrichienne en raison d'un autre test de dopage positif pour la marijuana.

## Palmarès

### Titres
- Championnats d'Autriche: 2 titres (2004, 2005)